# Bastiola
Bastiola is een plaats (frazione) in de Italiaanse gemeente Bastia Umbra.